# Hongshanornithidae
Hongshanornithidae é um grupo extinto de aves ornituromórficas do início do período Cretáceo da China. Ele inclui os gêneros Hongshanornis (o gênero tipo) e Tianyuornis da Formação Yixian da Mongólia Interior, Longicrusavis da Formação Yixian da província de Liaoning, Parahongshanornis da Formação Jiufotang da mesma província, e Archaeornithura, o mais antigo membro conhecido, da Formação Huajiying de Hebei.